# Rae (Rae)
Rae (Duits: Johannishof) is een plaats in de Estlandse gemeente Rae, provincie Harjumaa. De plaats heeft de status van dorp (Estisch: küla). Het is niet de hoofdplaats van de gemeente; dat is Jüri.

## Bevolking
Het dorp had 899 inwoners op 31 december 2011 en 1496 inwoners op 31 december 2021.

## Ligging
Rae ligt aan het Vaskjala-Ülemistekanaal. De Põhimaantee 2, de hoofdweg van Tallinn naar Tartu, loopt langs de westgrens, de Põhimaantee 11, de ringweg rond Tallinn, langs de oostgrens van het dorp.

## Geschiedenis
De plaats Rae werd voor het eerst genoemd in 1732. Een landgoed Rae bestond al rond 1390. Het behoorde tot de bezittingen van het hospitaal en de kerk van Sint Johannes in de wijk Maakri van Tallinn. Vandaar de Duitse naam Johannishof. In 1503 kwam het landgoed in het bezit van de gemeente Tallinn. Het landhuis van het landgoed, dat gebouwd is rond 1850, bestaat nog, maar is in slechte staat.

## Foto's

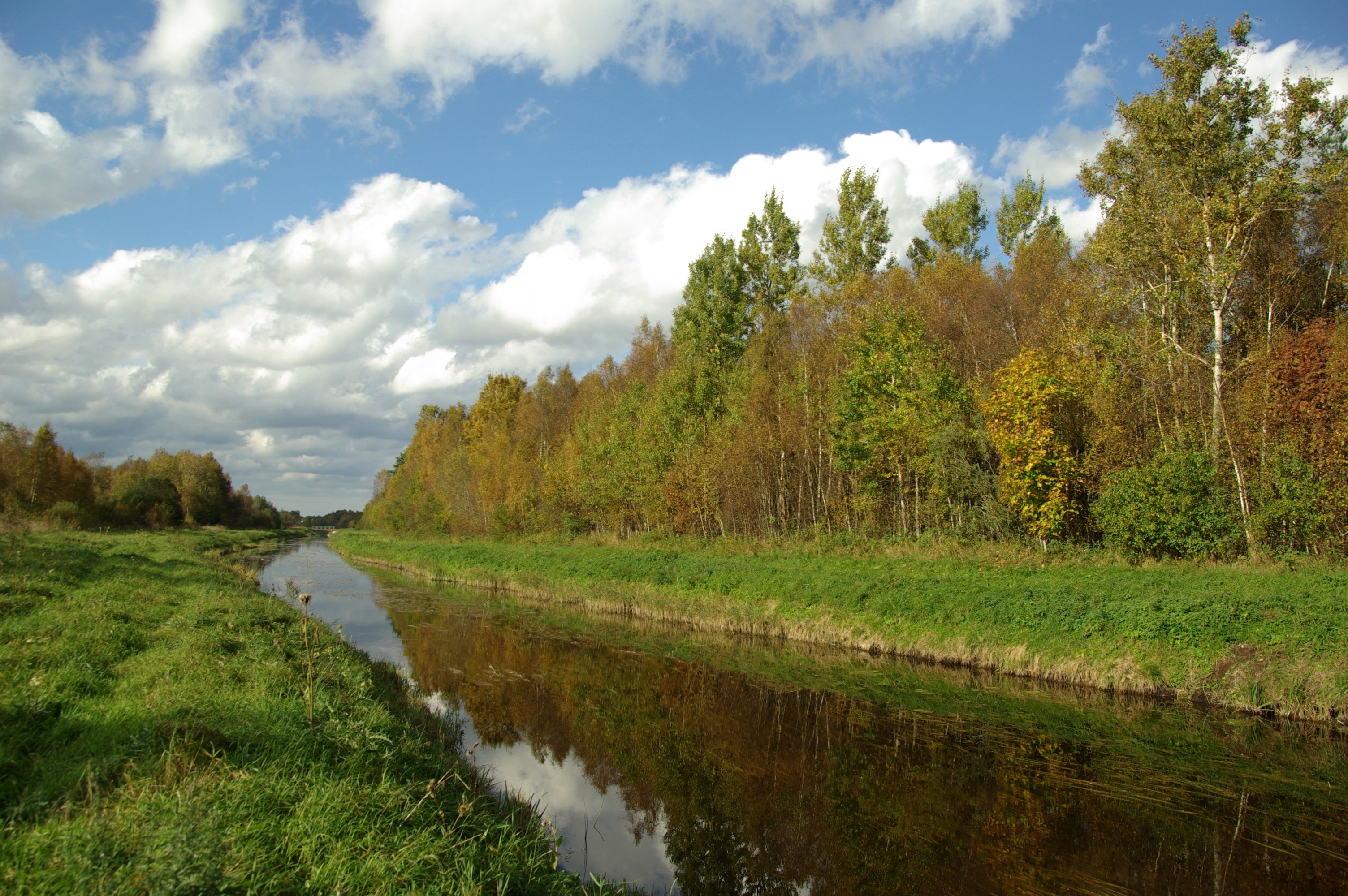
Het Vaskjala-Ülemistekanaal bij Rae
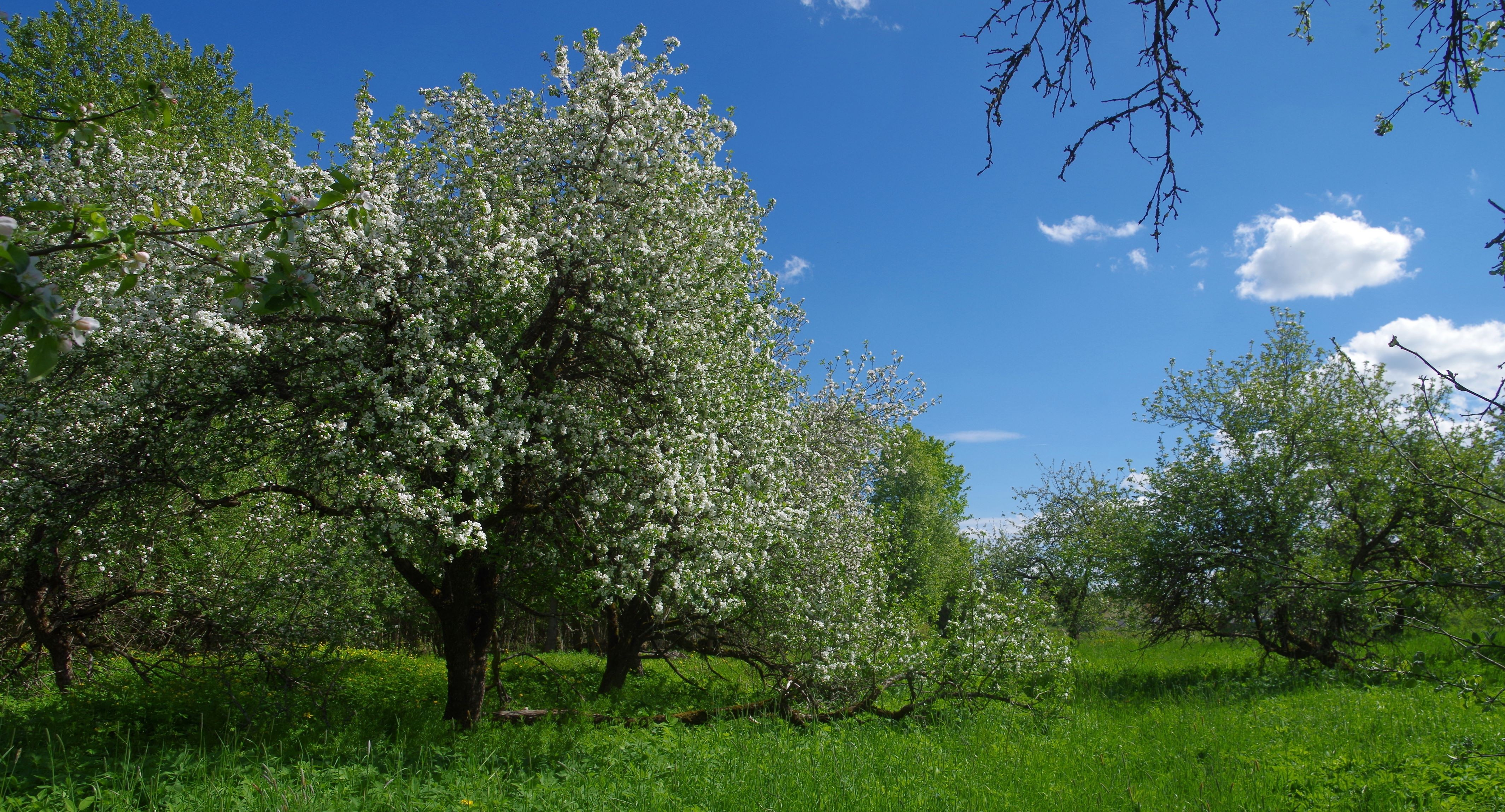
Boomgaard bij Rae
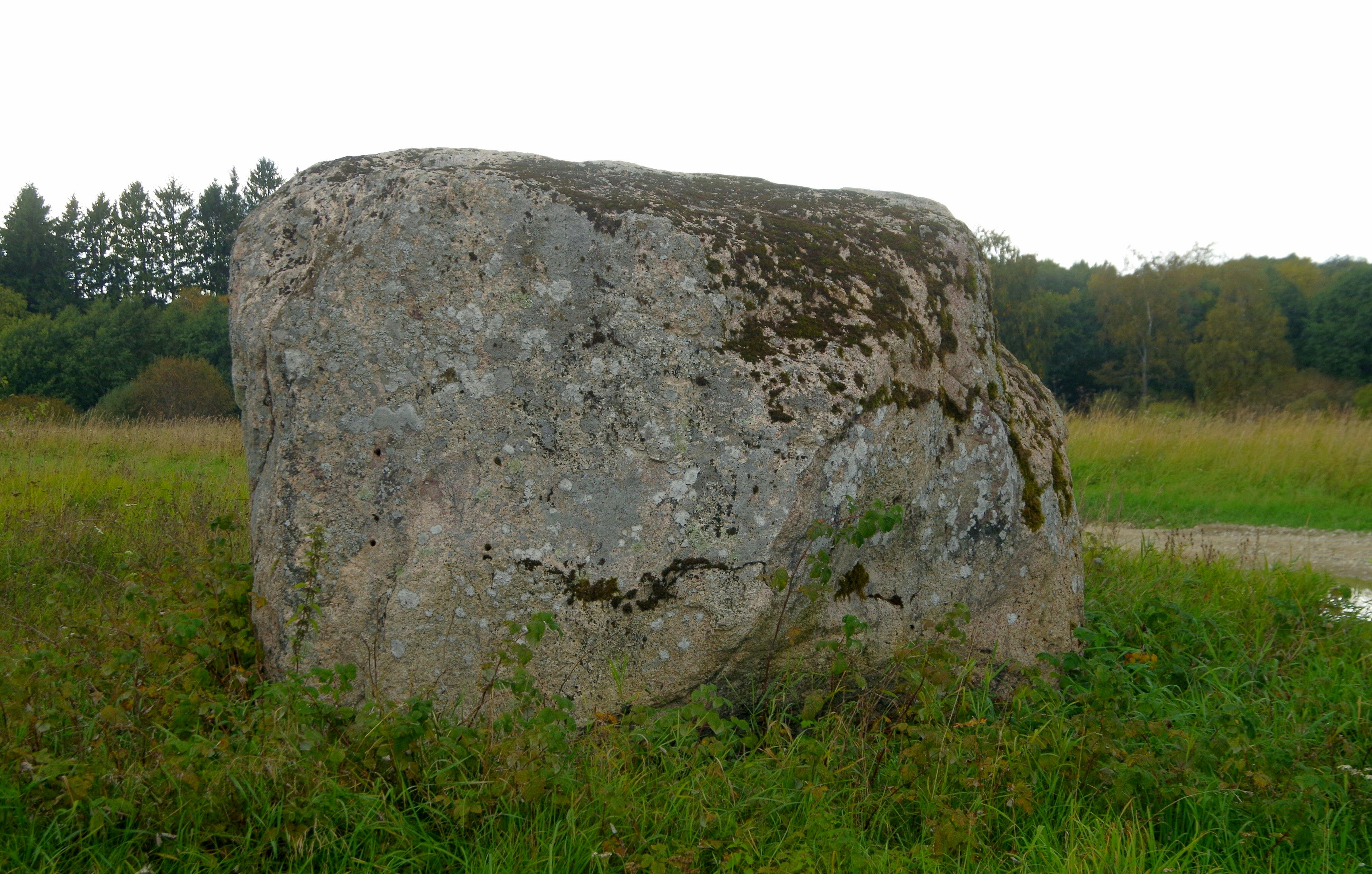
Offersteen bij Rae
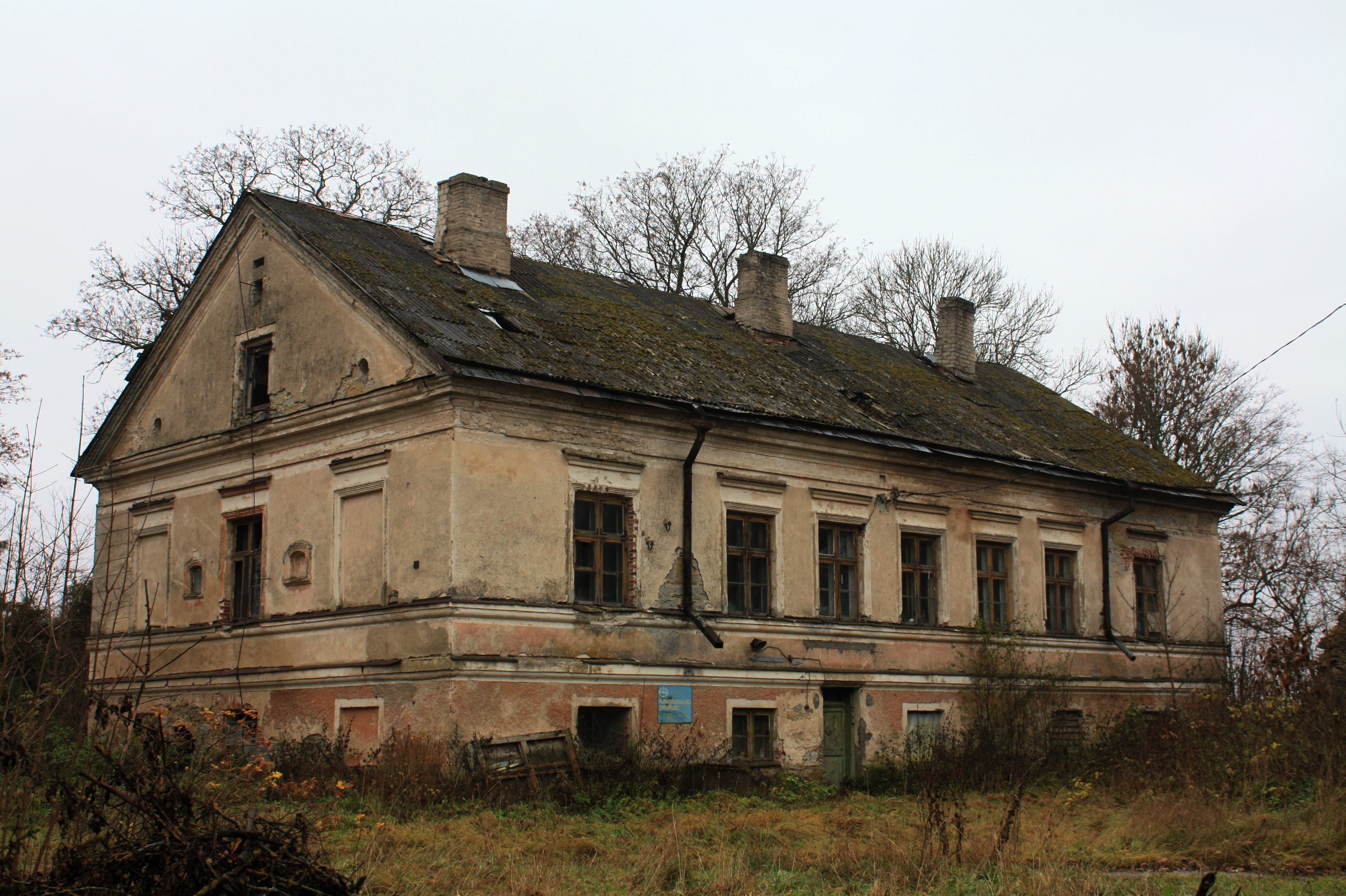
Het landhuis